# 14. ročník předávání cen Amerického filmového institutu
14. ročník předávání cen Amerického filmového institutu ocenil nejlepších deset filmů a deset filmových programů.

## Nejlepší filmy
- 12 let v řetězech
- Špinavý trik
- Kapitán Phillips
- Frutivale
- Gravitace
- Ona
- V nitru Llewyna Davise
- Nebraska
- Zachraňte pana Bankse
- Vlk z Wall Street

## Nejlepší televizní programy
- Takoví normální Američané
- Perníkový táta
- Hra o trůny
- Dobrá manželka
- Dům z karet
- Šílenci z Manhattanu
- Mystérium sexu
- Holky za mřížemi
- Skandál
- Viceprezident(ka)